# 范學
范學（越南语：／；1819年—？），越南阮朝官員。
范學是廣南省奠磐府延福縣夏農中總羅瓜社（今屬廣南省奠磐市社奠明社羅瓜村）人，嘉隆十八年（1819年）出生。嗣德十一年（1858年），范學參加武鄉試，考中武舉人，後為武生五隊隊長。嗣德二十一年（1868年），考中會試次中格第五名，殿試考中第三甲同武進士出身，是該科第二名。